# Lady of the Light
Lady of the Light är ett musikalbum från 2004 av den svenska gruppen Black Bonzo.

## Låtlista
1. "Lady of the Light" - 7:03
2. "Brave Young Soldier" - 9:08
3. "These Are Days of Sorrow" - 6:42
4. "New Day / Intermission" - 4:13
5. "Fantasy World" - 6:45
6. "Freedom" - 3:20
7. "Sirens" - 4:53
8. "Jailbait" - 4:19
9. "Leave Your Burdens" - 4:03
10. "Where the River Meets the Sea" - 7:54

## Bonusspår
Det finns ett antal olika bonusspår till albumet, beroende på utgivningsland. De vanligaste bonusspåren är "The Path" och "Losing Faith". Det japanska bonusspåret är "Sirens (Demo Take)".